# Uraarachne runcinioides
Espèce
Synonymes
- Plancinus runcinioides Simon, 1886
- Erissoides argentinus Mello-Leitão, 1931
- Platyarachne argentina Mello-Leitão, 1944

Uraarachne runcinioides est une espèce d'araignées aranéomorphes de la famille des Thomisidae.

## Distribution
Cette espèce se rencontre en Uruguay et en Argentine dans les provinces de Buenos Aires et d'Entre Ríos,.

## Description
Le mâle subadulte holotype mesure 3,5 mm.
Le mâle décrit par Grismado et Achitte-Schmutzler en 2020 mesure 3,52 mm et la femelle 4,48 mm.

## Systématique et taxinomie
Cette espèce a été décrite sous le protonyme Plancinus runcinioides par Simon en 1886. Elle est placée dans le genre Uraarachne par Grismado et Achitte-Schmutzler en 2020 qui dans le même temps placent Erissoides argentinus et Platyarachne argentina en synonymie.

## Publication originale
- Simon, 1886 : Espèces et genres nouveaux de la famille des Thomisisdae. Actes de la Société linnéenne de Bordeaux, vol. 40, p. 167-187 (texte intégral).